# Voluntarisme
Voluntarisme és un terme que descriu les doctrines filosòfiques que situen la voluntat com la primera de les potències espirituals de l'home enfront de la raó. Tals són els casos de Duns Scot en l'Edat Mitjana i d'Arthur Schopenhauer i Ferdinand Tönnies, introductor del terme, al segle xix.
Duns Scoto afirmava que la voluntat és superior a l'enteniment i l'essència de la voluntat és la llibertat; aplicat a Déu apareix el voluntarisme teològic, el qual, tal com ho sosté Guillem d'Ockham, afirma que cap dels preceptes del decàleg és de llei natural i en conseqüència Déu hauria pogut crear un món en el qual l'odi a Déu no fos pecat sinó virtut; les lleis del decàleg són convencionals perquè deriven de la voluntat de Déu; d'aquesta manera Ockham subratlla l'omnipotència i la llibertat divines.
En política hi ha diverses tendències que posen la voluntat com una cosa important o fonamental tant per a l'ésser humà com per als seus projectes de societat lliure (vegeu anarquisme), així també les tendències filosòfiques de l'anomenat irracionalisme o vitalisme. També es consideren voluntaristes corrents marxistes que, com el maoisme o el juche, concedeixen gran importància a la voluntat de les masses com a motor de canvi revolucionari, restant en conseqüència importància a les condicions objectives. Aquesta atribució de voluntarisme és generalment assenyalada per comunistes oposats a aquests corrents, emprant el terme de manera despectiva.